# Kimry
Kimry (en russe : Кимры) est une ville de l'oblast de Tver, en Russie. Sa population s'élève à 46 101 habitants en 2016.

## Géographie
Kimry est située au point de confluence de la rivière Kimrka avec la Volga. Elle se trouve à 89 km à l'est de la capitale régionale Tver et à 125 km au nord de Moscou.

## Histoire
Kimry est citée pour la première fois en 1546. Elle est alors décrite comme un village de commerçants et de cordonniers. Le quartier de Kimry situé sur la rive droite de la Volga, connu sous le nom de Saviolovo, commence à se développer en 1901, lorsqu'une gare y est édifiée sur la ligne de chemin de fer reliant l'agglomération à Moscou. Kimry acquiert le statut de ville en 1917. Il subsiste aujourd'hui un certain nombre de maisons en bois et d'églises anciennes.

## Population
Recensements (*) ou estimations de la population
| 1897* | 1926*  | 1939*  | 1959*  | 1970*  | 1979*  | 1989*  |
| ----- | ------ | ------ | ------ | ------ | ------ | ------ |
| 6 000 | 18 526 | 35 185 | 41 243 | 53 384 | 57 760 | 61 535 |

| 2002*  | 2010*  | 2012   | 2013   | 2014   | 2015   | 2016   |
| ------ | ------ | ------ | ------ | ------ | ------ | ------ |
| 53 650 | 49 628 | 48 562 | 47 625 | 47 230 | 46 771 | 46 101 |

## Économie
La ville possède une gare ferroviaire dans le quartier de Saviolovo, qui la relie à Moscou ainsi qu'un aéroport. Les principaux secteurs d'activité sont la fabrication de machines-outils et le travail du cuir (chaussures).

## Personnalité
- Alexandre Fadeïev (1901-1956), écrivain, né à Kimry.
- Pavel Gousterine (1972-), orientaliste et historien russe, né à Kimry.